# Sjungande fontäner
Sjungande fontäner är en fontän vid Republikens plats i stadsdelen Kentron i Jerevan, i Armenien. Fontänen breder ut sig på den trapetsformade delen av torget, och har en mängd vattensprutor och lampor, som strålar ut vatten i formationer och färger, som växlar i höjd, styrka och intensitet, beroende på vilken typ av musik som strömmar ut genom anläggningens högtalare.  Det färgsprakande vatten- och musikspelet är normalt aktivt under den varmare årstiden från sen maj till sent i oktober, kvällstid.

## Historik
Jerevans sjungande fontäner ritades och formgavs ursprungligen av ingenjören och vetenskapsmannen Abram Abrahamjan, efter beslut av Jerevans stad, med anledning av Armeniska socialistiska sovjetrepublikens grundande och det armeniska kommunistpartiets 50-årsjubileum. Fontänens öppnande var också en del av firandet av Jerevans 2 750-årsjubileum i oktober 1968, varför det ursprungliga antalet vattensprutor var 2 750.  Det tog ungefär tre år för Abram Abrahamjans ingenjörsteam att genomföra projektet. Teamet tilldelades 1978 Armeniska socialistiska sovjetrepublikens vetenskaps- och teknologipris. Fontänerna moderniserades med ny, datoriserad teknik 2007.

## Bildgalleri

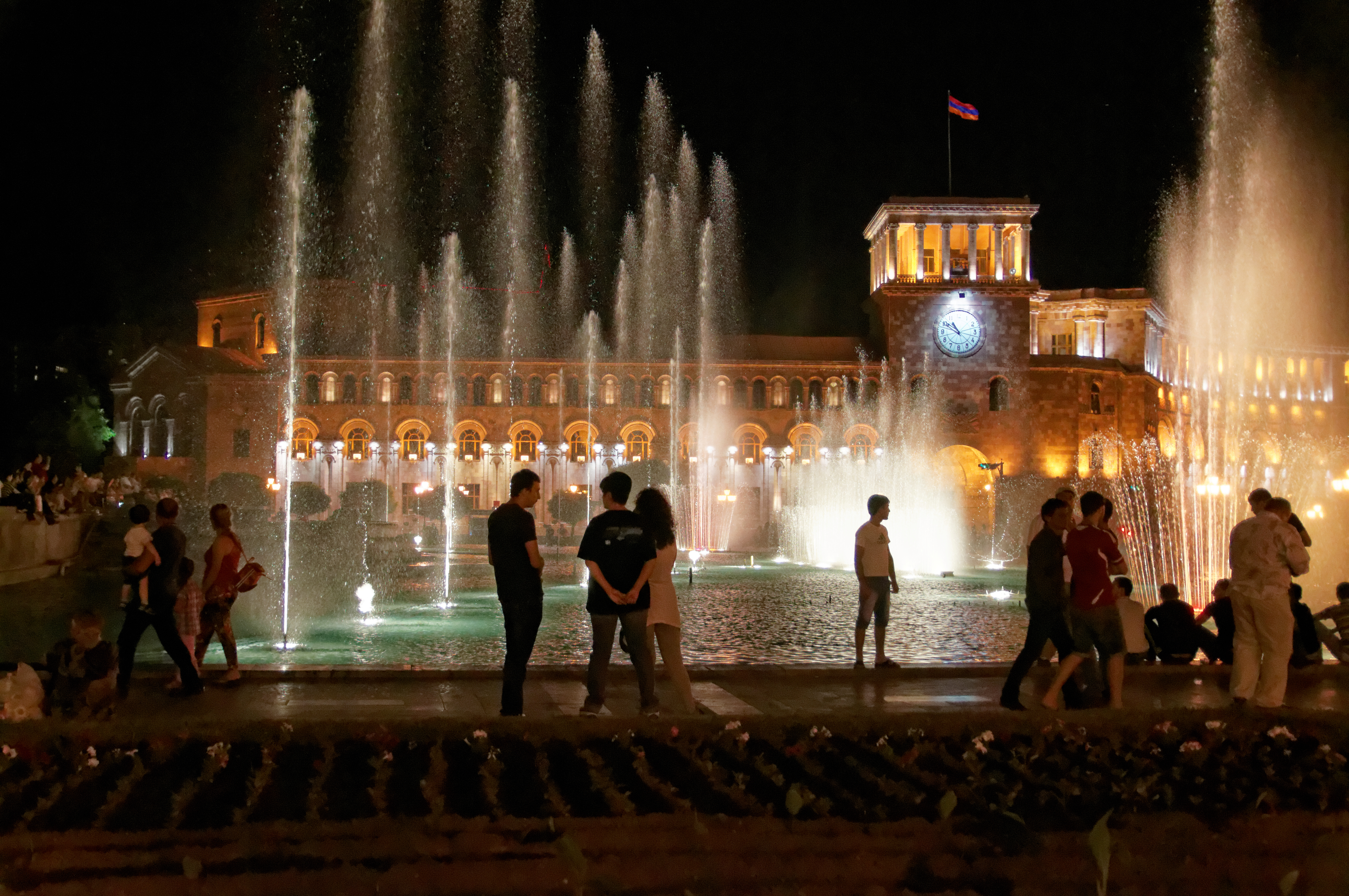
Sjungande fontäner, 2014
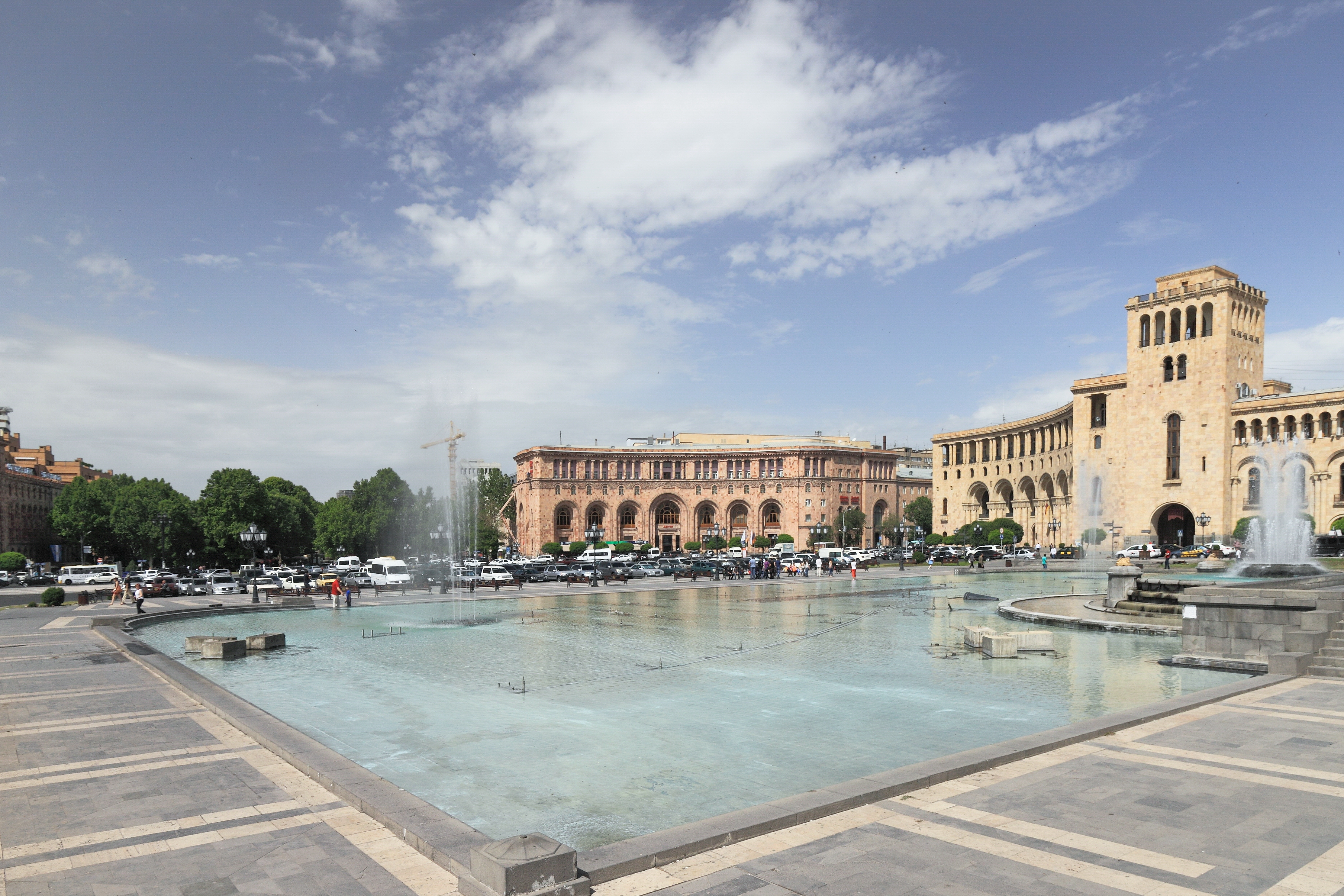
Sjungande fontäner, 2014
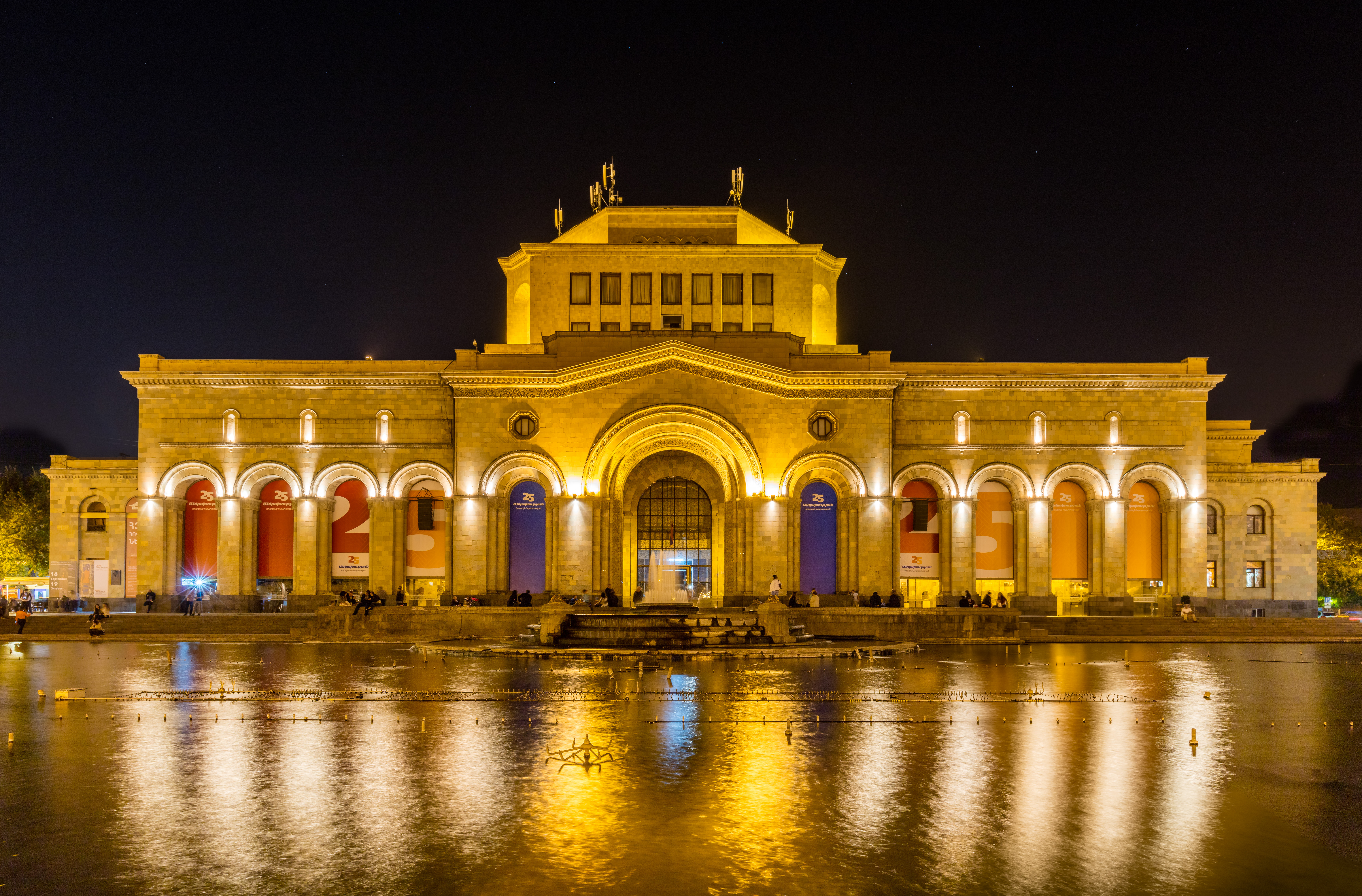
Sjungande fontäner framför Armeniens historiska museums och Armeniens nationalmuseums gemensamma byggnad vid Republikens plats, 2016

## YouTube-videor i urval
- https://www.youtube.com/watch?v=fxp63lNoJsc Utdrag från öppningsceremonin efter fontänernas renovering 2007 på Armeniens självständighetsdag den 21 september 2007, 5:40 minuter
- https://www.youtube.com/watch?v=YcHUAK1kIGQ Blandad musik, video från oktober 2007, 10:02 minuter
- https://www.youtube.com/watch?v=avrKqWWlIcY Musik av Alexey Shor, 3:40 minuter